# Daniel Corvin
Daniel Corvin, född 5 september 1687 i Virserums socken, Kalmar län, död 8 oktober 1731 i Hagebyhöga socken, Östergötlands län, han var en svensk kyrkoherde i Hagebyhöga församling och Orlunda församling.

## Biografi
Daniel Corvin föddes 5 september 1687 i Virserums socken. Han var son till kyrkoherden Petrus Corvinus. Corvin blev 1705 student vid Uppsala universitet, Uppsala och 1708 student vid Greifswalds universitet, Greifswald. Han blev 1709 magister därstädes och prästvigdes 29 november 1710. Corvin blev 1715 rektor i Eksjö. Han blev 1722 rektor i Vadstena och kyrkoherde i Orlunda församling, Orlunda pastorat, tillträde 1723. År 1726 blev han kyrkoherde i Hagebyhöga församling, Hagebyhöga pastorat, tillträde 1727. Han avled 8 oktober 1731 i Hagebyhöga socken.

### Familj
Corvin gifte sig 1718 med Christina Lindevall (1694–1776). Hon var dotter till prosten Johan Lindevall och Brita Wallerius i Korsberga socken. De fick tillsammans barnen Christina (1719–1719), Pehr, Johan Nordenankar (1722–1804), Alexander Nordenankar (1725–1801), Christina (1728–1796), Daniel Nordenankar (1730–1820) och Birgitta (1731–1732). Efter Corvins död gifte Christina Lindevall om sig med kaptenen Smitt.